# بلور د سروانیا
بلور د سروانیا (به اسپانیایی: Bellver de Cerdaña) یک منطقهٔ مسکونی در اسپانیا است که در سردانیا واقع شده‌است. بلور د سروانیا ۹۸٫۲ کیلومتر مربع مساحت دارد ۱٬۰۶۱ متر بالاتر از سطح دریا واقع شده‌است.